# Paridotea munda
Paridotea munda là một loài chân đều trong họ Idoteidae. Loài này được Nunomura miêu tả khoa học năm 1988.